# Oecomys speciosus
Oecomys speciosus är en däggdjursart som först beskrevs av J. A. Allen och Chapman 1893.  Oecomys speciosus ingår i släktet Oecomys och familjen hamsterartade gnagare. IUCN kategoriserar arten globalt som livskraftig. Inga underarter finns listade i Catalogue of Life.
Denna gnagare förekommer i Colombia och Venezuela samt på Trinidad och Tobago. Habitatet utgörs av regnskogar och andra skogar. Ibland besöker arten savanner.